# Licenza poetica
Con la locuzione licenza poetica si intende un errore voluto da parte del poeta, funzionale a rendere il suo componimento più incisivo. L'errore può essere fattuale, grammaticale oppure metrico.
In senso traslato, la locuzione viene usata quando una persona compie un'azione formalmente non corretta, ma accettabile date le circostanze.

## Licenza poetica fattuale
Un esempio noto per il primo tipo di licenza poetica è quello di Giosuè Carducci, il quale, nella sua Canzone di Legnano, termina così il componimento:
L'immagine serve a conferire solennità alla chiusa del componimento: la licenza sta nel fatto che, dal punto dove lo si descrive, il monte Resegone è situato verso Nord, di fianco alle Grigne. Rispetto a Milano il sole tramonta dietro al Monte Rosa.

## Licenza poetica grammaticale
Un esempio di licenza poetica grammaticale si può trovare ne Il sabato del villaggio di Giacomo Leopardi:
In italiano, infatti, si dice "lo zappatore", che però non avrebbe più reso il verso un settenario; ecco dunque la scelta della licenza poetica.

## Licenza poetica metrica
Un tipo di licenza metrica speciale possono essere considerate le rime culturali (cioè versi che non sono propriamente in rima, ma che lo sarebbero nel sistema vocalico di un'altra lingua): la rima siciliana, la rima francese, la rima aretina (o guittoniana) e la rima bolognese. Questo tipo di rime era molto comune nella poesia italiana delle origini.
Si veda questo esempio di rima siciliana:
(Dante Alighieri, Inferno, canto X, vv. 67-69)
In questo caso abbiamo una rima di "o" chiusa con "u", tipica della poesia siciliana: la lingua siciliana non dispone infatti della "o" chiusa e tende a usare sempre la "u".
In questo caso (unico nella Divina Commedia) di rima guittoniana notiamo una sorta di ibridazione della rima toscana (il dialetto toscano ammette la rima di "e" aperta ed "e" chiusa oppure "o" aperta con "o" chiusa) con quella siciliana:
(Dante Alighieri, Purgatorio, canto XIX, vv. 79-81)
In questo caso abbiamo la rima di "u" con "o" aperta.